# Euselasia saulina
Espèce
Euselasia saulina est un insecte lépidoptère appartenant à la famille  des Riodinidae et au genre Euselasia.

## Dénomination
Euselasia saulina a été nommée par Christian Brévignon en 1996

## Écologie et distribution
Euselasia saulina est présent uniquement en Guyane.

### Biotope
Il réside dans la forêt tropicale.